# Лелявино (Смоленская область)
Лелявино — Деревня в Дорогобужском районе Смоленской области России. Входит в состав Фрунзенского сельского поселения.
Население — 5 жителей (2007 год).
Расположена в центральной части области в 12 км к северо-западу от Дорогобужа, в 12 км западнее автодороги Р137 Сафоново — Рославль, на берегу реки Днепр. В 14 км севернее от деревни находится железнодорожная станция Максимово на линии Москва — Минск.

## История
В годы Великой Отечественной войны деревня была оккупирована гитлеровскими войсками в октябре 1941 года, освобождена в сентябре 1943 года.